# Alms for Oblivion
Alms for Oblivion är en serie romaner av Simon Raven, vilka utgavs 1964 – 1976. De tio verken, som på ett eller annat vis hänger ihop (men kan läsas fristående) skildrar perioden 1945 – 1973 och några återkommande personer ur överklassen och övre medelklassen. Huvudpersoner i en roman återkommer som bifigurer i en annan roman och huvudhändelserna i en roman kan nämnas i förbigående i andra romaner, vilket allt som allt skapar ett sammanhängande universum. Merparten av personerna i handlingen är föga sympatiska och deras intressen rör sig kring pengar, sex, makt och karriär. Romansviten tål att jämföras med Anthony Powells ”A Dance to the Music of Time” men är något mer gräll rent stilistiskt.
Romanerna i den ordning de bör läsas:
- Fielding Gray (utspelar sig 1945, publicerad 1967);
- Sound The Retreat (utspelar sig 1945 - 46, publicerad 1971);
- The Sabre Squadron (utspelar sig 1952, publicerad 1966);
- The Rich Pay Late (utspelar sig 1955 -56, publicerad 1964);
- Friends In Low Places (utspelar sig 1959, publicerad 1965);
- The Judas Boy (utspelar sig 1962, publicerad 1968);
- Places Where They Sing (utspelar sig 1967, publicerad 1970);
- Come Like Shadows (utspelar sig 1970, publicerad 1972);
- Bring Forth The Body (utspelar sig 1972, publicerad 1974);
- The Survivors (utspelar sig 1973, publicerad 1976).

## Persongalleri
- Kapten Detterling – Parlamentsledamot och f d militär. Partner med förläggaren Gregory Stern. Ärver titeln Lord Canteloupe efter sin avlägsne kusins död. Figurerade i Fielding Gray, Sound The Retreat, The Sabre Squadron, The Rich Pay Late, Friends In Low Places, The Judas Boy, Come Like Shadows och Bring Forth The Body.
- Fielding Gray – Författare som blivit mycket framgångsrik. Huvudperson eller bifigur i Fielding Gray, The Sabre Squadron, Friends In Low Places, The Judas Boy, Places Where They Sing, Come Like Shadows och Bring Forth The Body.
- Gregory Stern – Förläggare åt Fielding Gray och partner med kapten Detterling. Lyckligt gift med Isobel. Figurerade i Fielding Gray, The Rich Pay Late, Friends In Low Places, The Judas Boy, Places Where They Sing och Come Like Shadows.
- Isobel Stern – Syster till Patricia Llewyllyn. Lyckligt gift med Gregory. Figurerade tidigare i Friends In Low Places, The Judas Boy och Places Where They Sing.
- Lord Canteloupe – Handelsminister. Begiven på mat, sprit och sex. Avlider på sin post och efterträds av Peter Morrison (som minister) och kapten Detterling (som lord). Figurerade i Sound The Retreat, The Sabre Squadron, Friends In Low Places, The Judas Boy, Places Where They Sing och Come Like Shadows.
- Peter Morrison – Nyutnämnd handelsminister vid Lord Canteloupes död. En huvudperson i Fielding Gray, Sound The Retreat, The Rich Pay Late och Friends In Low Places.
- Carton Weir – Parlamentsledamot. Lord Canteloupes högra hand. Förblir på sin post efter dennes död. Figurerade även i The Rich Pay Late, Friends In Low Places samt The Judas Boy.
- Baby Llewyllyn – Tom Llewyllyns 13-åriga dotter. Vuxen för sin ålder. Tycker mycket om kapten Detterling. Figurerade tidigare i Places Where They Sing och Bring Forth The Body.
- Tom Llewyllyn – Författare och akademiker. Historiker på Lancaster College. Figurerade tidigare i The Rich Pay Late, Friends In Low Places, The Judas Boy, Places Where They Sing, Come Like Shadows och Bring Forth The Body.
- Daniel Mond - Matematiker på Lancaster College. Döende. Huvudperson i The Sabre Squadron och figurerar även i Places Where They Sing.
- Max de Freville – Casinoägare, affärsman, med mera. Figurerade i The Rich Pay Late, Friends In Low Places, The Judas Boy, Come Like Shadows och Bring Forth The Body.
- Stratis Lykiadopolous ("Lyki") - Casinoägare, affärsman, med mera. Figurerade i Friends In Low Places, The Judas Boy och Come Like Shadows.
- Piero - En ung italienare från Syracusa. Förtrogen med Lykiadopolous.
- Hugh Balliston - Franciscanermunk. En huvudperson i Places Where They Sing.
- Jude Holbrook - Affärsman, en gång i tiden tryckare. Bor i trakten av Venedig med sin gamla mor. Huvudperson i The Rich Pay Late samt figurerade i Friends In Low Places.
- Leonard Percival – F d anställd vid underrättelsetjänsten. Blir anställd av sin gode vän Kapten Detterling. Figurerade tidigare i The Sabre Squadron, The Judas Boy och Bring Forth The Body.
- Roger Constable – Provost på Lancaster College. Fortfarande en man med viss moral. Figurerade i Fielding Gray, The Sabre Squadron, The Rich Pay Late, Friends In Low Places, The Judas Boy, Places Where They Sing och Bring Forth The Body.
- Jacquiz Helmut - Historiker på Lancaster College. Figurerade i The Sabre Squadron och Places Where They Sing.
- Balbo Blakeney - Biokemist på Lancaster College. Figurerade i Places Where They Sing.
- Alfie Schroeder - Känd journalist. Figurerade i The Sabre Squadron, The Rich Pay Late, Friends In Low Places och Places Where They Sing.
- Tom Chead - Soldat. En gång Daniel Monds livvakt under en vecka. Figurerade i The Sabre Squadron.
- Barry Bunce - En gång Daniel Monds livvakt under en vecka. Figurerade i The Sabre Squadron.
- Earle Restarick - Vid amerikanska underrättelsetjänsten. Figurerade i The Sabre Squadron, The Judas Boy och Come Like Shadows.